# Березуни
Березуни - мешканці гірських сіл Вижнього Березова, Середнього Березова, Нижнього Березова та Бані-Березова, тепер Косівського району Івано-Франківської області. Загальна чисельність — понад 6000 осіб.
Села розташовані за 30 км від Коломиї на берегах річок Лунги, Ратундзьиви і Лючки.
Березуни відзначаються твердим характером, сміливістю, національною свідомістю, самобутніми весільними звичаями, обрядами та оригінальними архаїчними хорватськими прізвищами: Арсенич, Білавич, Будурович, Васкул, Ґеник, Косовчич, Кузич, Лазарович, Малкович, Неґрич, Перцович, Симчич, Томич, Урбанович, Фіцич, Романчич та інші.

## Історія
Села Березови беруть свій початок у давні часи. У Березівській котловині знайдено кам'яні шліфовані сокирки доби міднокам'яного віку, римські монети 1-4 ст.
Далекими предками березунів могли бути білі хорвати та вихідці з придунайських земель, які прибували в Галичину під натиском кочівників.
Про княжу добу свідчать назви урочищ: Княжий Ліс та Княжа Гора в Середньому Березові.
За адміністративним поділом польської окупаційної влади Березови у 15—17 ст. належали до Коломийського повіту Руського воєводства.
Перша писемна згадка — 1412. 1470 Березів розділився на Горішній і Долішній.
Так звану «коломийську сіль» в 13 ст. варили і в Березові. На початку 17 ст. територія, де була солеварня, — баня виділилася в окрему адміністративну одиницю — Баня Березівська.
1482 року двадцять шість давніх боярських родів перейшло в стан української шляхти (нобілітація) і всі отримали додаток «Brzezowski», який фігурує в сучасних історичних джерелах у польському звучанні Березовський, а не Березівський, як повинно б бути. Засилля поляків призводить до того, що вони намагаються перейменувати Березів на «Берешів», «Брешово» та «Бжозов», а то й зовсім вигнати шляхтичів Березівських з їхнього родинного гнізда. Існує вірогідне припущення, що саме вони творили керівництво армії селянського ватажка Мухи (1490—1492).
Після поразки повстанців у польський полон потрапили Василь Урбанович, Михайло Білавич, Іван Перцович, Петро Будурович та Григор Ґеник-Березовський. Суд засудив їх на кару смерті, конфіскував маєтки та позбавив шляхетських гербів. За участь у битві під Хотином 1509 на боці волохів проти поляків були позбавлені шляхетських титулів і позбулися маєтка Березуни: Івашко Арсенич, Григор Дрогомирецький, Григор Фіцич, Гринга Ґеник, Михайло Романчич, Сень Малкович, Фича Лазарович, Андрій Кузич та Стефан Симчич.
У Визвольній війні 17 ст. під проводом Богдана Хмельницького у полку Семена Височана воювало проти поляків багато березунів і 1648 Лесь Жураківський-Березовський, якому було 36 років, командував частиною війська. Мав під собою 15 тис. вояків, квартирували в Отинії (тепер Коломийського району Івано-Франківської області). Під контролем Леся були замки на Покутті й Гуцульщині. Після поразки повстання весь штаб Леся засудили на кару смерті, позбавили маєтків і шляхетських прав.
Польська влада жорстоко помстилися березунам за участь у антипольському повстанні. Польський історик Домбковський писав, що шляхтичі Березівські були тверді люди, які міцно стояли «при своїй українській народності і на своїй землі».
В останні часи першої польської окупації занепадає славне березівське чумацтво, у КМНМГП експонується дерев'яний чумацький віз (18 ст.) з Вижнього Березова. У великий васаг (3,5x2,5x1,5 м) з високими крижаницями, щільно обшитими дошками, можна було вмістити понад одну тонну солі. На Коломийщині через це і досі побутує прислів'я «Тримаїсі, як березун воза».
1811 за поділом нової окупаційної влади — австрійської Березови належать до Коломийської округи, у 1855—1929 ці села належали до Печеніжинського повіту, упродовж 1929—1944 — до Коломийського повіту, а в радянські часи — до Яблунівського району.
У радянський час березуни працювали в Коломиї у системі торгівлі, освіти й медицини, у час відродження України березуни активні в громадсько-політичному, культурно-мистецькому житті Коломиї, у релігійних справах УГКЦ.

## У культурі
У Коломиї на честь вихідців із Березовів названі такі вулиці:
- Миколи Арсенича-Березовського
- Сотні «Мороза»
- Василя Симчича-Березовського
- Сотенного «Кривоноса»
- Степана Сулятицького

На фасаді Коломийського драматичного театру 1990 відкрито меморіальну дошку відомому акторові театру і кіно Симчичеві Василеві.
У гуцульських селах Коломийщини співають коломийки про березунів:
Ой, дуна, та й дуна,
Коби-м такі очи мала, як у березуна.
Коби-м такі очи мала, як березун маї,
А березун березунку файно повбіймаї.
Ой, не видко Березова, не видко, не видко,
Лишилосі в Березові моє солодьитко.
Ой не видко Березова та й не видко Бані,
Лишилосі в Березові моє закохані.

## Книги березунів та про березунів
У Коломиї побачили світ такі книжки березунів та про березунів:
- Арсенич Дмитро
  - «Відбитки часу» (1993)
  - «Намисто колібрі» (1994)
- Білавич Любов «Прислів'я», приказки, побажання та порівняння села Середній Березів, Музей історії міста Коломиї; (1995);
- Геник С. Тернистий шлях до волі (1996);
- Томащук Михайло, Симчич Стефанія, Перцович Святослав «Березуни» (1995);
- Томащук Михайло «Березови в історії Гуцульщини» (1997).
- Леся Геник « Від Душі до Душі», «Коронована Весна», « Полинова Ріка»